# 1111 Pennsylvania Avenue
1111 Pennsylvania Avenue es un edificio de oficinas de estilo posmoderno de de mediana altura ubicado en Washington D. C., la capital de Estados Unidos. Mide 54,9 m de altura, tiene 14 pisos y cuenta con un estacionamiento subterráneo de cuatro pisos. Es una propiedad contribuidora al Sitio Histórico Nacional de la Avenida Pennsylvania.

## Historia del sitio
El sitio, en la esquina noreste de 12th Street NW y Pennsylvania Avenue NW, fue originalmente ocupado por Fountain Inn, erigido en 1815 después de la quema de Washington. Esta estructura fue arrasada y en 1847 se inauguró el Fuller Hotel de cuatro pisos. Renombrado Kirkwood House, fue la residencia del vicepresidente Andrew Johnson ; prestó juramento al cargo de presidente de Estados Unidos allí en abril de 1865 después del asesinato del presidente Abraham Lincoln. Kirkwood House fue arrasada en 1875 y reemplazada por el Shepherd Centennial Building, un edificio de oficinas de siete pisos al estilo del Segundo Imperio (inaugurado en 1876). 

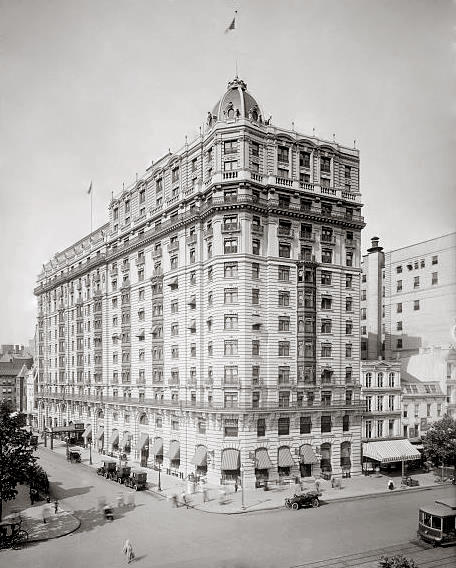
El hotel Raleigh en 1920.

El Shepherd Centennial Building fue convertido en hotel en 1893 por el arquitecto Leon E. Dessez y rebautizado como Raleigh Hotel. El hotel Raleigh fue demolido en 1911 y reconstruido por el arquitecto Henry Janeway Hardenbergh como un hotel Beaux Arts de 13 pisos con un exterior de ladrillo rústico, piedra caliza blanca y terracota. El Congreso cambió el límite de altura para los edificios en Pennsylvania Avenue NW de 130 pies (39,6 m) a 160 pies (48,8 m) en 1910 para albergar el Hotel Raleigh.

## Estructura actual
El hotel Raleigh cerró en 1954, y en 1965 el desarrollador Jerry Wolman había comprado el sitio y había propuesto construir la estructura actual. Fue una de las primeras estructuras construidas bajo el plan de remodelación de Pennsylvania Avenue aprobado en 1964, y el primer edificio privado que se construyó.
Debido a las restricciones impuestas por la legislación del Sitio Histórico Nacional de la Avenida Pennsylvania, Wolman acordó trasladar la línea del edificio 15,2 m y mantenga la altura del edificio a 41 m, aunque a cambio de la pérdida de área interior, los funcionarios de zonificación del Distrito de Columbia le dieron permiso para colocar el edificio en voladizo sobre la acera de la calle 12 a una altura de unos 9 m sobre la calle.
 

Nombrado Edificio Presidencial (o Edificio de Oficinas Presidenciales), la estructura fue diseñada por Edmund W. Dreyfuss & Associates en el estilo brutalista. Dreyfuss trabajó en estrecha colaboración en el edificio con John Woodbridge, arquitecto del personal del Consejo del Presidente en Pennsylvania Avenue y miembro de la firma Skidmore, Owings and Merrill. El presidente del Consejo del Presidente era Nathaniel A. Owings, socio de esa firma. 

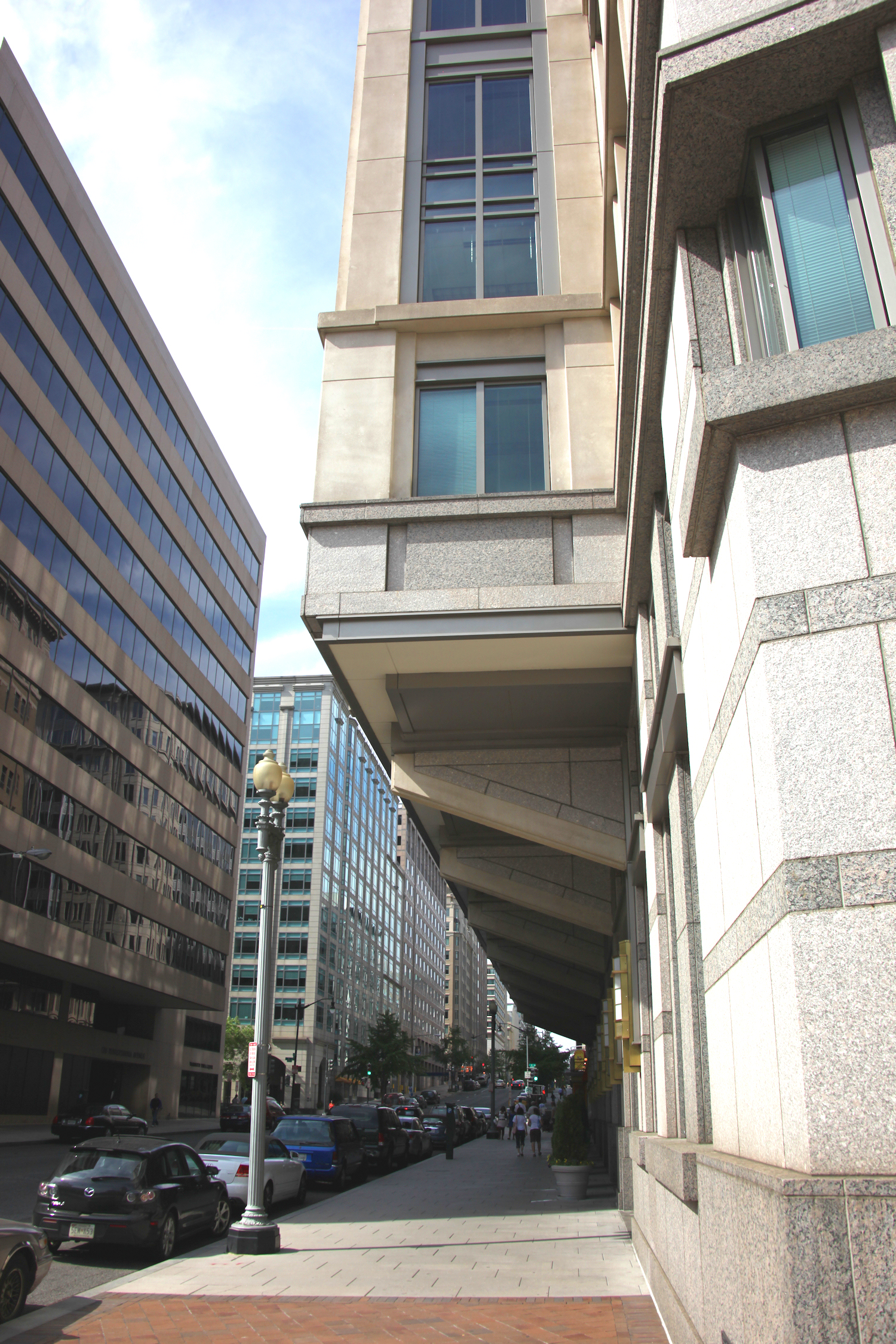
12th Street NW lado de 1111 Pennsylvania Avenue NW, que representa el voladizo sobre la acera.

El edificio se completó a mediados de 1968, y originalmente tenía 23 500 m² de espacio interior.  Su dirección en este momento era 415 12th Street NW. Las Escuelas Públicas del Distrito de Columbia alquilaron siete de los pisos del edificio, y otras oficinas gubernamentales del Distrito alquilaron el espacio restante.

### Renovación 2002
Adquirida por el cirujano local Laszlo Tauber, uno de los hombres más ricos del área de DC, la estructura se sometió a una renovación de $ 40 millones entre 2000 y 2002. Fue el último edificio privado en Pennsylvania Avenue en ser renovado bajo el plan de reurbanización de 1974 de Pennsylvania Avenue Development Corporation. La fachada fue reemplazada por un estilo posmoderno más en sintonía con la adición del cercano edificio Evening Star junto a él en Pennsylvania Avenue, y se agregaron dos pisos.
El espacio interior total aumentó de 23 500 m² a 31 000 m². La entrada principal se trasladó de 12th Street NW a Pennsylvania Avenue NW, y la dirección cambió a 1111 Pennsylvania Avenue NW. El arquitecto oficial de las renovaciones estructurales fue Shalom Baranes Associates. Studios Architecture diseñó los interiores.
Existía un espacio de 2,4 m entre la estructura renovada y la adición del edificio Evening Star al este. Para crear luz natural en las ventanas de la oficina que dan al edificio Evening Star, Studios Architecture construyó un tubo de luz, un prisma de 3,6 m de alto, 2 m de largo y 4,5 t diseñado para transmitir la luz solar natural a todos los pisos y a todas las oficinas.  En días nublados y por la noche, el tubo de luz se ilumina artificialmente con un arco iris de colores.
El bufete de abogados Morgan, Lewis & Bockius arrendó todo el edificio en 2002, y firmó una renovación de arrendamiento a largo plazo en 2014.